# Keizaburō Isagawa
Keizaburō Isagawa (砂川敬三郎?, Isagawa Keizaburō; Hirakata, 31 gennaio 1991) è un giocatore di football americano giapponese che gioca come defensive back per i Sekisui Challengers.